# Ilene Chaiken
Ilene Chaiken, née le 30 juin 1957 à Elkins Park, est la créatrice, scénariste et réalisatrice de la série lesbienne, The L Word. Elle est une vétérane de la télévision américaine. Elle a écrit plusieurs scénarios de téléfilms dont Barb Wire en 1996, Dirty Pictures en 2000 et Damaged Case en 2002. Mais elle a surtout fait ses débuts remarqués en 1990 sur la série Le Prince de Bel-Air où elle était coordinatrice de production. Elle a ensuite continué à travailler pour Aaron Spelling et Quincy Jones Entertainment en devenant productrice associée sur Satisfaction en 1988.
Rapidement l’idée d’écrire sur la complexité de la vie de lesbiennes qui l’entourent a germé dans son esprit. Ilene Chaiken a déclaré « En tant que scénariste, j’ai pensé qu’il serait bien de raconter mes propres histoires. » De là est née l’idée de la série The L Word. Elle a pitché le concept à Showtime au moment où Queer as Folk était mis sur les ondes et la chaîne a acheté la série.

## Vie privée
Ilene Chaiken est en couple avec Miggi Hood, une architecte depuis 1984. Elles ont deux enfants, des jumelles, Tallulah et Augusta portés par Miggi Hood après une insémination artificielle. Miggi Hood joue le rôle de Serena dans le douzième épisode de The L Word, lors de la saison 5, Loyal and True.
Militante lesbienne depuis des années, Ilene Chaiken a écrit un article sur les parentalités lesbienne et gay pour le Los Angeles Magazine et participe régulièrement à des journées de visibilité homosexuelle.
Concernant la série The L Word, Ilene a déclaré à Gail Shister, « J’écris sur les gens que je connais et le monde que je connais. »

## Filmographie

### Scénariste
- 1996 : Barb Wire
- 2000 : Dirty Pictures (TV)
- 2002 : Damaged Care (TV)
- 2004 - 2009 : The L Word (série télévisée)
- Depuis 2021 : New York, crime organisé (Law & Order: Organized Crime)

### Productrice
- 1988 : Satisfaction (productrice associée)
- 1990 : Le Prince de Bel-Air (série télévisée) (coordinatrice de production)
- 2004 - 2007 : The L Word (série télévisée) (productrice exécutive)
- Depuis 2015 : Empire
- Depuis 2017 : The Handmaid's Tales (productrice déléguée saison 1)
- Depuis 2021 : New York, crime organisé (Law & Order: Organized Crime)

### Réalisatrice
- 2005, 2007, 2009 : The L Word (série télévisée)